# Battalion Wars
Pour les articles homonymes, voir Battalion.
Battalion Wars un jeu vidéo de tactique en temps réel développé par Kuju Entertainment et édité par Nintendo sur GameCube fin 2005. Il est le premier jeu de la série Nintendo Wars à être réalisé entièrement en 3D.

## Histoire du développement
À l'origine, Battalion Wars ne faisait pas partie de la série des Wars, il s'agissait d'un jeu original de Kuju dont le développement avait débuté fin 1998. Le projet n'avançait que très lentement et Kuju l'a présenté à plusieurs éditeurs dont Nintendo. Le jeu a tellement plu à la firme japonaise qu'elle décida de l'intégrer à sa série des Wars.
La première démo jouable fut présentée à l'E3 2004 sous le nom de Advance Wars: Under Fire. À la base le style graphique était beaucoup plus réaliste. Un an plus tard, lors de l'E3 2005, une nouvelle présentation du jeu eut lieu cette fois-ci avec les graphismes "cartoon" et le nom qu'on lui connait actuellement. À noter qu'un mode multijoueurs devait être présent mais fut enlevé par manque de temps de la part des développeurs.

## Histoire
La Fédération Occidentale et les Territoires de Tundra se livrent depuis plusieurs années une guerre sans merci pour le contrôle de planète. Un cessez-le-feu a été signé, mais la situation reste tendue. Le Maréchal Nova, fils du Tsar Gorgi, dirigeant des Territoires de Tundra souhaite mettre fin à cette guerre. Mais son père ne partage pas les mêmes idées et va attaquer la Fédération Occidentale sans l'accord de son fils.
Lorsqu'il comprend que les Territoires de Tundra n'ont aucune chance face à la Fédération, le Tsar Gorgi décide de signer un traité d'alliance avec la Xylvanie.
Mais la Xylvanie n'a en réalité qu'un seul but : dominer le monde et pour cela elle va trahir Tundra et attaquer la Fédération Occidentale. Après un bombardement des troupes fédéro-tundranaises, Tundra et la Fédération Occidentale ainsi que l'Empire de l'Aube, qui jadis a vaincu la Xylvanie, vont former l'Alliance des Nations pour mettre fin à cette menace.
Alors que la Xylvanie a perdu ses gisements de nérocite dans la Mer des Dunes, le Tsar Gorgi, de retour d'exil, est assassiné par le Commandant Ubel. Les troupes Xylvaniennes envahissent alors l'Atoll de Corail, propriété de l'Empire de l'Aube, pour en faire une base avancée. Mais l'Alliance des Nations les force à se replier sur leur territoire. Après la conquête des ponts frontaliers sur la Rivière Styx, la Comtesse Ingrid vole l'épée du Duc Vlad et décide, grâce à la magie noire, de faire revivre l'ancienne armée Xylvanienne, celle qui avait été vaincue par l'Empire de l'Aube, La Légion de Fer. Ingrid accueille alors en elle l'esprit de la Légion et commande cette armée depuis le Mémorial.
La Légion de Fer refuse d'être contrôlée par une autre personne qu'Ingrid et va même jusqu'à attaquer la Xylvanie. Mais la Fédération Occidentale et ses alliés réussiront à l'anéantir, en détruisant le Mémorial, source de pouvoir de la Légion.
L'armée Xylvanienne, quant à elle, s'est réfugiée dans le palais de Vlad, le Vladstag. L'Alliance assiège le bâtiment, et après un âpre combat, le Commandant Ubel est arrêté mais le Duc Vlad réussit à s'enfuir dans son Hélico d'Attaque personnel.

## Protagonistes
Fédération Occidentale
- Général de brigade Betty : Athlétique, dynamique et énergique, elle aime battre ses ennemis à plate couture. Son allure engageante dope le moral des soldats et elle tient à ce que les troupes ne manquent de rien.

- Général Herman : Herman est une vraie pile électrique et son immense énergie maintient les forces de la Fédération à la hauteur. Herman est bourru mais joueur et il est fasciné par tout ce qui touche à la tactique.

- Colonel Austin : Distingué et diplomate, il se préoccupe trop des détails. S’il ne faisait pas équipe avec Herman l'armée serait sans doute coincée dans l'immobilisme.

Territoires de Tundra
- Tsar Gorgi : À la tête d'une famille aristocratique, Gorgi est impérieux et machiste. Il est réservé sur les réformes entreprises par Nova même s’il reste très attaché à son fils.

- Maréchal Nova : Champion de boxe, il ressent le besoin de faire évoluer les choses et est un élan de modernisme pour son pays contrairement à son père.

- Commandant Nelly : Un excellent officier supérieur, chaleureuse et de forte carrure elle se soucie réellement des soldats.

Empire de l'Aube
- Impératrice Lei-Qo : La descendante directe du chef de l'Empire qui a détruit la Légion de Fer. Elle possède le mystérieux don de prévoyance.

Xylvanie
- Duc Vlad : Depuis son accession au pouvoir, il ne cherche qu'à redorer l'héritage historique de la Xylvanie en constituant une puissante armée.
- Comtesse Ingrid : Manipulatrice et joueuse, elle a toujours été passionnée par le sombre passé de la Xylvanie. Sa réputation de pilote hors pair lui a valu le titre de Comtesse des airs.
- Commandant Ubel : un bon à rien qui suit les ordres à la lettre. Son but est de ressembler au Duc et si Vlad est le cerveau de l'opération, Ubel joue le rôle de muscles.

## Système de jeu
Le gameplay diffère totalement des autres épisodes de la série, en effet cette fois ci le jeu se déroule en temps réel et non au tour par tour.
Le joueur incarne un commandant de la Fédération Occidentale, mais ce dernier ne possède pas d'enveloppe charnelle, il peut donc prendre le contrôle de n'importe quel soldat ou véhicule quand il le souhaite.
Le jeu se déroule entièrement en temps réel (une première dans la série) et chaque unité possède ses forces et ses faiblesses (les artilleurs sont redoutables contre les hélicoptères mais inutiles face aux troupes d'infanterie...).
L'action consiste le plus souvent à défendre une position ou à capturer une structure ennemie.
Le joueur ne peut diriger qu'un seul soldat à la fois mais vous pouvez donner plusieurs ordres à vos hommes (suivre, défendre, attaquer). Le joueur ne peut gagner qu'en élaborant une bonne stratégie et en gérant bien ses troupes.

## Campagnes
Le jeu est divisé en plusieurs campagnes, lesquelles sont divisées en missions.
- La Campagne Tundranaise comporte 8 missions dont une bonus ou l'on peut jouer l'Armée Tundranaise.
- La Campagne de la Mer de Dunes comporte 5 missions dont une bonus ou l'on peut jouer l'Armée Xylvanienne.
- La Campagne de l'Atoll de Corail comporte 6 missions dont une bonus ou l'on incarne l'Armée de l'Empire de l'Aube.
- La Campagne Xylvanienne comporte 5 missions dont une bonus ou l'on incarne la Légion de Fer.

## Différentes unités
Les unités de la Fédération Occidentale seront décrites ici, mais chaque armée possède les mêmes types d'unités avec un nom et une apparence légèrement différente.

### Infanterie
- Fusilier : le fantassin de base.
- Commando : une version améliorée du fusilier qui possède une meilleure cadence de tir.
- Pyro : armé d'un lance-flammes, ces unités sont redoutables contre l'infanterie mais inutile face aux blindés.
- Bazooka : le pire cauchemar des blindés. Peu efficace face l'infanterie
- Artilleur (DCA): la réponse idéale face à une cible aérienne, inutile par contre face à l'infanterie.
- Grenadier : redoutable pour faire un carnage sur une petite troupe d'ennemis et les véhicules légers.

### Blindés
- Char léger : comme son nom l'indique, c'est un char. Ne fait pas le poids face à une section bazooka.utile pour une attaque éclair
- Char lourd : version améliorée du Char Léger. Plus puissant et plus résistant mais beaucoup plus lent.
- Blindé léger (blindé de reconnaissance léger): très utile pour effectuer une mission de reconnaissance. peu résistant.
- Blindé lourd (blindé de reconnaissance lourd): version améliorée du Blindé Léger.
- Véhicule DCA : efficace face aux aéronefs mais inutile face aux autres blindés.
- Pièce d'artillerie : très utile pour détruire une cible a longue portée (inutile de près) mais sa lente cadence de tir en fait une cible facile pour les autres blindés.
- Citadelle : l'unité au sol la plus puissante du jeu. Elle possède un canon double fût à longue portée, 2 lance-roquettes et 3 mitrailleuses lourdes. Blindage vulnérable uniquement aux hélicos d'attaques, bombardiers et strato-forteresse.

### Aéronefs
- Hélico d'attaque : sans égal contre les chars et l'infanterie. Vulnérable face à un véhicule DCA ou un artilleur.
- Bombardier : très efficace contre la plupart des unités au sol.bombarde avec de puissante bombes. son blindage compense sa vitesse trop lente.
- Chasseur : idéal pour abattre un hélico ou un bombardier mais pas très efficace contre une cible au sol.
- Strato-forteresse : le meilleur aéronef du jeu. Dispose d'une bonne vitesse, d'un excellent blindage et d'une bonne puissance de feu.

## Accueil
| Battalion Wars        |      |        |
| Média                 | Pays | Notes  |
| Eurogamer             | GB   | 7/10   |
| Gamekult              | FR   | 6/10   |
| GameSpot              | US   | 83 %   |
| IGN                   | US   | 88 %   |
| Jeuxvideo.com         | FR   | 14/20  |
| Compilations de notes |      |        |
| Metacritic            | US   | 76 %   |
| GameRankings          | US   | 76,8 % |